# Sandra Gómez López
Sandra Gómez López (ur. 23 lipca 1985 w Walencji) – hiszpańska polityczka, prawniczka i działaczka samorządowa, zastępczyni alkada Walencji, deputowana do Parlamentu Europejskiego X kadencji.

## Życiorys
W wieku 18 lat wstąpiła do Juventudes Socialistas de España, organizacji młodzieżowej Hiszpańskiej Socjalistycznej Partii Robotniczej (PSOE). Była przewodniczącą rady do spraw młodzieży we wspólnocie autonomicznej Walencji. Ukończyła prawo i zarządzanie przedsiębiorstwem na Uniwersytecie w Walencji. Uzyskała magisterium z prawa gospodarczego. Pracowała w bankowości, następnie jako prawniczka, założyła własną kancelarię prawną. Specjalizowała się w sprawach karnych, zyskała pewną rozpoznawalność dzięki swojemu udziałowi w postępowaniu dotyczącym korupcji politycznej określonym jako „caso Nóos”.
W 2015 została radną Walencji, w 2016 zastąpiła Joana Calabuiga Rulla na stanowisku pierwszego zastępcy alkada. Odpowiadała m.in. za relacje instytucjonalne, szkolenia zawodowe, zatrudnienie i turystykę. Stanowisko zastępczyni burmistrza zajmowała do 2023. W 2018 została wybrana na sekretarza generalnego miejskich struktur PSOE. W wyborach w 2024 uzyskała mandat posłanki do Parlamentu Europejskiego X kadencji.